# Autostrada A352 (Franța)
Autostrada A352 este o autostradă franceză, ramură a A35, care permite legătura între Strasbourg și D1420, continuând traseul spre Nancy prin pasul Saales. De asemenea, deservește orașul Molsheim.
Este o autostradă gratuită, neconcesionată și administrată de la Collectivité européenne d'Alsace.
De la punerea în funcțiune a secțiunii lipsă a A35 între Innenheim și Blaesheim, în 2010, o scurtă porțiune de aproximativ 2 km a fost integrată în aceasta din urmă.

## Istoric
Declarații de utilitate publică:
- 17 iunie 1977: Întregul traseu al autostrăzii (A35 - D1420)[1][2], (declarație prelungită pe 11 iunie 1982[3]), (→ RN420).
- 15 septembrie 1988: Întregul traseu al autostrăzii (A35 - D1420)[4], (preluat pe RN420).

Puneri în funcțiune:
- 8 iulie 1986: Întregul traseu al autostrăzii (A35 - D1420), (→ RN420).
- 1988: Întregul traseu al autostrăzii (A35 - D1420), (preluat pe RN420).

## Traseu
| De la A35 până la sfârșitul autostrăzii; secțiune gratuită neconcesionată gestionată de Colectivitatea Europeană a Alsaciei. |                                                                                      |           |
| A35 E25 |                                                                                      |           |
| Intersecție | Nod rutier între A35, A355 și A352: Sélestat, Colmar, Mulhouse (nod rutier parțial). | A35 A355  |
| A352 |                                                                                      |           |
| 11a - Molsheim | Orașe deservite: Molsheim.                                                           |           |
| 11b - Rosheim | Orașe deservite: A35 (Sélestat, Barr), Obernai, Rosheim.                             | A35 RD500 |
| A352 |                                                                                      |           |
| RD1420 |                                                                                      |           |